# Arroyo Malo (Río Negro)
Der Arroyo Malo ist ein Fluss in Uruguay.
Er entspringt auf dem Gebiet des Departamento Tacuarembó östlich von Tambores. Während seines Verlaufs in südöstlicher Richtung tangiert er Curtina an deren südlicher Stadtgrenze und unterquert dort die Ruta 5. Er mündet schließlich einige Kilometer flussabwärts der Mündung des Río Tacuarembó als rechtsseitiger Nebenfluss in den Río Negro.